# Allée Léon-Gambetta
L'allée Léon-Gambetta est une voie du 1er arrondissement de Marseille.

## Situation et accès
La voie relie la place des Capucines au square Stalingrad.
L'allée Léon-Gambetta était desservie par la ligne 69 de l'ancien tramway de Marseille et était le terminus des lignes 6, 9 et 10. Puis, sa desserte s'effectuait par les lignes de bus 7, 8, 41, 42 et 80 et elle était devenue le terminus des lignes 31, 33, 34 et 68 lors des travaux du nouveau tramway. Aujourd'hui, elle est desservie par les lignes de bus de la RTM 52 et 81. Elle accueille également la station de taxis Léon-Gambetta ainsi que la station levélo Gambetta - Lafayette.

## Origine du nom
Elle rend hommage à Léon Gambetta qui a proclamé la République le 4 septembre 1870 et qui est élu député de Marseille le 2 février 1876.

## Historique
Dès les plans d'agrandissement de la ville de Marseille de 1666, est prévu l'aménagement d'une promenade publique entre la porte Magdeleine (place des Capucines) et la porte Noailles (carrefour Canebière-Garibaldi-Dugommier),. Le couvent des Capucines, fondé en 1623, s'y installe en 1687 et donne son nom à l'allée dont les travaux sont achevés en 1775 sous la direction de l'intendant de Provence Sénac de Meilhan. Sont alors créées deux voies se rejoignant à l'Est : le cours des Lyonnaises, aujourd'hui le haut de la Canebière, et le cours des Capucines, aujourd'hui allée Léon-Gambetta.
Le 30 mars 1792, la commission des Travaux publics propose au Conseil municipal la création d'une nouvelle allée à l'Ouest afin de réunir les deux existantes. Elle est achevée en 1793 et prend le nom de « boulevard Dugommier ».
Pendant la Révolution,  les allées sont renommées « allées du 10 août », référence à la journée du 10 août 1792 et à la prise des Tuileries avec la participation du bataillon marseillais qui popularisa le chant de la Marseillaise.
Le couvent des Capucines, expatriées à la Révolution, est transformé en armurerie puis en fonderie de canons. Il est détruit complètement en 1807 et permet l'aménagement de l'allée plantée d'arbres. Cette allée est très prisée par les promeneurs les dimanches et les jours de fête.
En 1920, les « allées des Capucines » sont renommées « allée Léon Gambetta ».
En 1777, le roi approuve par lettre patente la construction d'un hôpital à la jonction des allées à l'Est, hôpital qui devient école de musique en 1847 puis faculté des Sciences de 1855 à 1944, date de sa destruction lors d'un bombardement allié. La faculté déménage alors à Saint-Charles et, est construit, en 1977, à son emplacement, l'immeuble Léon Blum, mairie du 1er secteur de Marseille.
Dans le même temps sont réalisés des travaux d'aménagement de l'allée pour la création d'un parking souterrain. Ainsi la route est ramenée du côté Nord au centre de la voie avec la destruction du terre-plein central planté de trois rangées d'arbres qui était devenu un parking à ciel ouvert dans les années 1960. Les nouveaux trottoirs sont pavés et des arbres sont plantés sur des plates-bandes de pelouse. En 2018, la mairie déménage au 61 la Canebière pour permettre la destruction de l'immeuble Léon Blum et laisser place à un cinéma.

## Bâtiments remarquables et lieux de mémoire
Au numéro 22, se trouve le Consulat du Maroc.